# أوليفر بيرن
أوليفر بيرن (بالإنجليزية: Oliver Byrne)‏ هو لاعب كرة قدم أيرلندي، ولد في 26 يوليو 1944، وتوفي في 26 أغسطس 2007. لعب مع نادي كلية جامعة دبلن.